# اسماعیلوو
اسماعیلوو (به لاتین: Ismagilovo) یک منطقهٔ مسکونی در روسیه است که در باشقیرستان واقع شده‌است.